# Helmut Hadwiger
Helmut(h) Franz Hadwiger (* 17. April 1922 in Villach; † 28. Oktober 2004 ebenda) war ein österreichischer Skispringer. Er sprang für den SV Villach.

## Werdegang
Helmut Hadwiger wurde am 17. April 1922 als Sohn des Gemeindebeamten Josef Hawiger (* 31. Jänner 1884) und dessen Ehefrau Josefine (geborene Wolfger; * 27. August 1890) in Villach geboren und am 27. April 1922 auf den Namen Helmut(h) Franz getauft. Die Eltern hatten am 18. September 1913 geheiratet. Am 8. Juli 1937 wurde er konfirmiert und trat am 14. Mai 1938 aus der römisch-katholischen Kirche aus.
Am 27. November 1948 wurde Helmut Hadwiger in Judenburg standesamtlich getraut.
In den Jahren von 1937 bis 1940 war er der beste Jugendspringer Österreichs. Punktgleich mit dem Ersten wurde er 1939 bei der gesamtdeutschen Jugendmeisterschaft Zweiter. Später wurde er zur Wehrmacht eingezogen und schwer verletzt. Von einem Oberschenkelschussbruch blieb ihm ein 5 cm kürzeres und versteiftes Bein. Eisern trainierte er, um das steife Bein wieder beweglich zu machen und kämpfte sich zurück an die österreichische Spitze.
Helmut Hadwiger qualifizierte sich in Seefeld für die Olympischen Spiele 1948 in St. Moritz, wo er den 35. Platz auf der Normalschanze erreichte. Weitere drei Olympiateilnahmen sollten folgen: 1960 in Squaw Valley als Nordischer Mannschaftsführer und bei den zwei Spielen 1964 und 1976 in Innsbruck als FIS-Kampfrichter.
Sein Schanzenrekord mit 77,5 m auf der alten Möltschacher Schanze aus dem Jahr 1949 vor über 3.000 Zuschauern wurde erst in den 1990er Jahren gebrochen.
Nach seiner aktiven Karriere blieb er als Kampfrichter dem Skisport verbunden, von 1957 bis 1982 als internationaler FIS-Sprungrichter. Für seine vielfältigen Tätigkeiten wurde er Ehrenmitglied des Landesskiverbandes Kärnten und des ÖSV.
Am 28. Oktober 2004 starb Hadwiger im Alter von 82 Jahren im Landeskrankenhaus Villach.

## Sportliche Erfolge
- Kärntner Schülermeister 1932, 1934
- Kärntner Jugendmeister 1935, 1938, 1939
- Österreichischer Jugendmeister 1937
- 2. Platz gesamtdeutsche Jugendmeisterschaft 1939
- Kärntner Meister 1947
- Teilnehmer Olympische Spiele 1948 St. Moritz, Platz 35